# Viviana Vizzini
Viviana Vizzini (Caltanissetta, 6 giugno 1993) è una modella italiana, nota per essere stata la vincitrice di Miss Universo Italia 2020.

## Biografia
Dalla Sicilia si è trasferita a Londra, in Inghilterra poi in Spagna.
Si è diplomata in ragioneria e si è laureata in Scienze della Comunicazione e Marketing Digitale presso Università telematica e-Campus.

## Concorso di bellezza
Il 21 dicembre 2020 Vizzini è stata incoronata al concorso Miss Universo Italia 2020, succedendo a Sofia Trimarco. Detenendo tale titolo, ha rappresentato poi l'Italia a Miss Universo 2020.

## Televisione
- Uomini e Donne (Canale 5, 2018) - Corteggiatrice
- Miss Universo 2020 (Telemundo, 2020) - Concorrente
- Avanti un altro! (Canale 5, 2022,2024,2025) - Supplente, Bona Sorte